# Chelonus vescus
Chelonus vescus är en stekelart som beskrevs av Kokujev 1899. Chelonus vescus ingår i släktet Chelonus och familjen bracksteklar. Inga underarter finns listade i Catalogue of Life.